# Rodrigo Moreira
Rodrigo Moreira (né le 19 juin 1983 à Milagro) est un mannequin et directeur de concours de beauté équatorien, président de l'organisation Miss Teen International,,.

## Représentation Internationale
Il a été élu Mister Amérique Latine en 2009, à Lima en Pérou,.